# Barua Sagar
Barua Sagar è una suddivisione dell'India, classificata come municipal board, di 22.075 abitanti, situata nel distretto di Jhansi, nello stato federato dell'Uttar Pradesh. In base al numero di abitanti la città rientra nella classe III (da 20.000 a 49.999 persone).

## Geografia fisica
La città è situata a 25° 22' 60 N e 78° 43' 60 E e ha un'altitudine di 242 m s.l.m..

## Società

### Evoluzione demografica
Al censimento del 2001 la popolazione di Barua Sagar assommava a 22.075 persone, delle quali 11.639 maschi e 10.436 femmine. I bambini di età inferiore o uguale ai sei anni assommavano a 3.474, dei quali 1.838 maschi e 1.636 femmine. Infine, coloro che erano in grado di saper almeno leggere e scrivere erano 11.855, dei quali 7.520 maschi e 4.335 femmine.